# Oranjekazerne (Schaarsbergen)

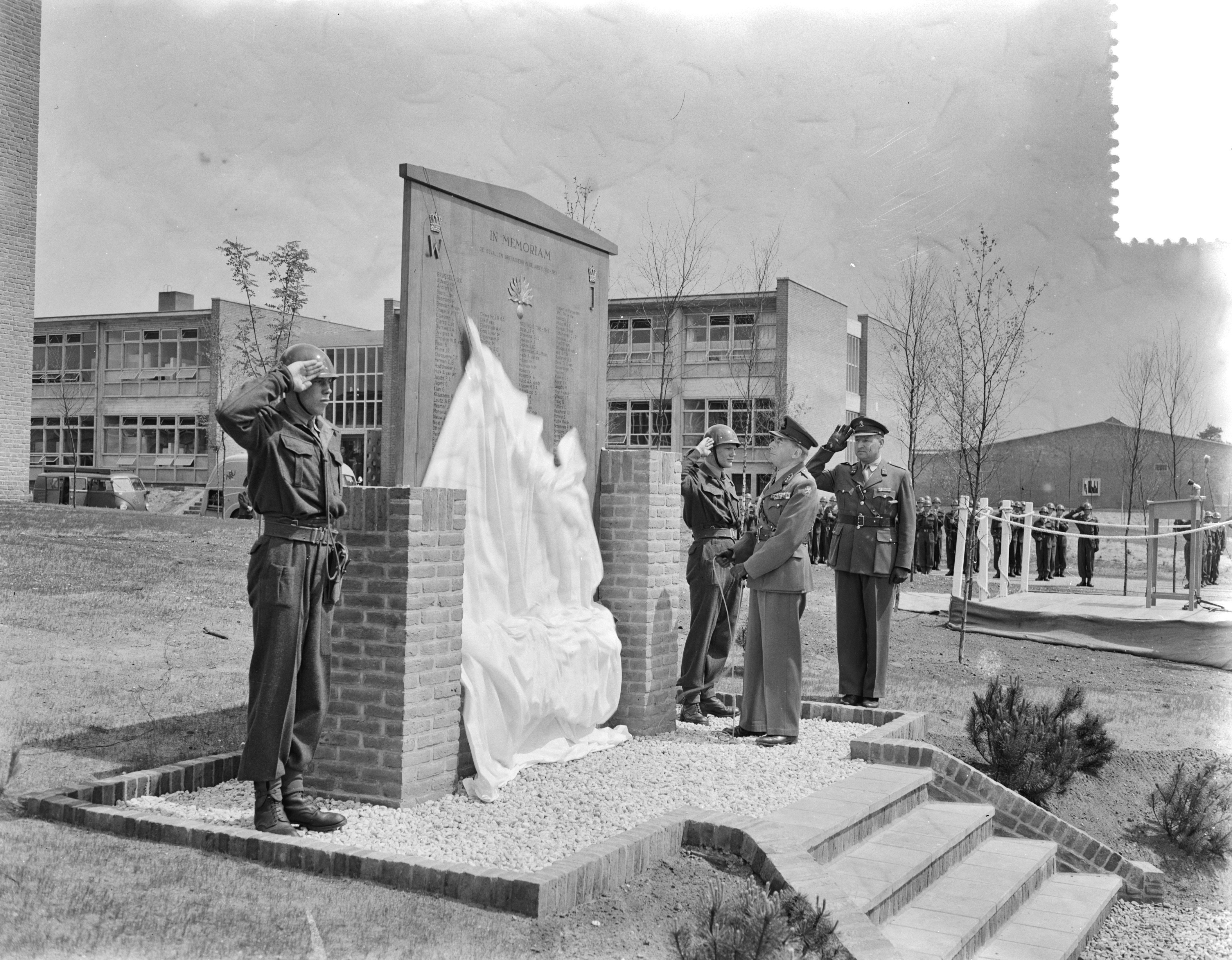
Onthulling monument op de Oranjekazerne (1955)

De Oranjekazerne, ook aangeduid als complex Schaarsbergen, is een militaire kazerne gelegen in het dorp Schaarsbergen in de Nederlandse gemeente Arnhem, ongeveer 6 kilometer ten noorden van het centrum van de gelijknamige stad. Het complex is in gebruik bij de Luchtmobiele Brigade. De kazerne is gelegen in een uitgestrekt, bos- en heiderijk gebied van (voormalige) militaire complexen en oefenterreinen rondom de Koningsweg, dat zich uitstrekt vanaf het noordelijker gelegen vliegveld Deelen en het Nationaal Park De Hoge Veluwe, tot aan de zuidelijk gelegen Rijksweg 12.

## Geschiedenis
In de periode van 1951 tot 1953, gedurende de hoogtijdagen van de Koude Oorlog en in een tijd waarin de Nederlandse krijgsmacht op grote parate sterkte werd gebracht, werden verspreid over Nederland meerdere kazernecomplexen gerealiseerd. Alle volgens eenzelfde ontwerp van twee architecten van de genie: kolonel ingenieur J.C. Stumphius en kolonel J.H. Hoogendoorn. Het betrof de Generaal Spoorkazerne in Ermelo, de Luitenant-kolonel Tonnetkazerne in 't Harde, de Generaal Winkelmankazerne in Nunspeet (niet te verwarren met Legerplaats Harskamp), Legerplaats Ossendrecht (de latere Koningin Wilhelminakazerne), de Johannes Postkazerne in Havelte en de kleinere Pontonniers Kazerne in Keizersveer.
Deze complexen bestonden allen uit hetzelfde wachtgebouw, bureaugebouw, kantine, eetzaal, sportzaal en legeringsgebouwen. En eveneens hetzelfde onderofficiers- en officiershotel, zij het dat de plaatsing van de gebouwen verschilde.
Omdat hierna behoefte aan nog meer legeringsplaatsen bestond, werd in 1954 de Oranjekazerne eveneens volgens dit ontwerp opgeleverd, dat met acht legeringsgebouwen plaats bood aan 3500-4000 militairen. De bouw kostte destijds ruim 20 miljoen gulden.
De Oranjekazerne verkeert nog grotendeels in oorspronkelijke staat, zij het dat er grote veranderingen hebben plaatsgevonden, vanwege het einde van de koude oorlog, het opschorten van de dienstplicht, bezuinigingen bij defensie en veranderde inzichten over huisvesting van militairen.
De naam van de kazerne herinnert aan de in 1824 gebouwde Oranjekazerne in Den Haag. Deze werd echter in 1919 door brand verwoest. In de hal van het bureaugebouw van de huidige Oranjekazerne is de oorspronkelijke openingssteen uit 1824 ingemetseld.

## Bijzonderheden
De kazerne is gelegen in een bos- en heiderijke omgeving ten noorden van Arnhem. Dit gebied was al tijdens de Tweede Wereldoorlog gemilitariseerd door de Duitse bezetter. Het betreft hier vliegbasis Deelen, een voormalig Divisionsdorf (nu camping) en de zogenaamde Diogenesbunker met de verderop gelegen bijbehorende accommodaties, nu bekend als 'culturele enclave Buitenplaats Koningsweg', alsmede de complexen Groot-Heidekamp en Klein-Heidekamp. Hier zijn diverse, in zogenaamde Heimatschutzarchitektur opgetrokken onderkomens uit de Tweede Wereldoorlog te vinden, die de status van rijksmonument hebben.
Op het achter de Oranjekazerne gelegen Groot-Heidekamp was eerder de Luchtmacht Electronische en Technische School (LETS) gevestigd. Beiden waren gescheiden door de Clement van Maasdijklaan. Halverwege deze laan was het Mobilisatiecomplex "Duivelsberg" gevestigd. De Clement van Maasdijklaan is nu afgesloten en de Oranjekazerne en de LETS zijn samengevoegd. De ingang van de Oranjekazerne op de Deelenseweg is gesloten en verplaatst naar de Clement van Maasdijklaan, die vanaf de Koningsweg bereikbaar is.